# Inglês canadense
O inglês canadense (português brasileiro) ou inglês canadiano (português europeu) é a variedade do Inglês usada no Canadá. Mais de 20,1 milhões de canadenses (58,1% da população) falam o inglês como língua materna, enquanto 85% possuem algum conhecimento da língua. Fora de Quebec, 76% dos canadenses têm o inglês como língua materna. O inglês canadense contém elementos do inglês britânico no seu vocabulário. Em muitas áreas, a fala tem influência do francês e há notáveis variações locais. No entanto, o Canadá tem poucos dialetos em comparação aos Estados Unidos. A fonética, fonologia, morfologia, sintaxe e léxico na maior parte do Canadá são semelhantes às regiões Oeste e Centro-oeste dos Estados Unidos. Como tal, o inglês canadense e o americano são agrupados como o inglês norte-americano.

## Exemplos de palavras
Alguns termos especificamente canadenses incluem:
- Touque - um chapéu de inverno
- Loonie - uma moeda de um dólar canadense (nome derivado da espécie de pato - um loon - na moeda).
- Toonie - uma moeda de dois Dólares Canadenses.
- Newf/Newfie - uma pessoa de Newfoundland e Labrador.
- Double-double - um café com duas porções de creme e duas de açúcar.